# Thalassodes aequaria
Thalassodes aequaria är en fjärilsart som beskrevs av Paul Mabille 1898. Thalassodes aequaria ingår i släktet Thalassodes och familjen mätare. Inga underarter finns listade i Catalogue of Life.